# Finančna kompenzacija
Finančna odškodnina se nanaša na zagotavljanje denarja ali druge ekonomske vrednosti osebi v zameno za njeno blago, delo ali za kritje stroškov, ki jih je utrpela.
Vrste finančnega nadomestila vključujejo:
- Odškodnino, pravni izraz za finančno nadomestilo ob izterjatvi zaradi kršitve dolžnosti drugega
- Nacionalizacijska odškodnina, izplačana odškodnina v primeru podržavljenja premoženja
- Plačilo
  - Odloženo nadomestilo
  - Nadomestilo za vodilne
  - Licenčnina
  - Plača
  - Dodatki za zaposlene
- Odškodnina za delavce za zaščito zaposlenih, ki so utrpeli poškodbe pri delu